# 난징임업대학·신좡역
난징임업대학·신좡역은 2015년에 개통한 중국의 철도역이다.

## 역 주변
- 난징임업대학